# Karl Richter (muzyk)
Karl Richter (ur. 15 października 1926 w Plauen, zm. 15 lutego 1981 w Monachium) – niemiecki dyrygent, organista i klawesynista.

## Życiorys
Karl Richter urodził się w saksońskim Plauen. Studiował najpierw w Dreźnie, gdzie był członkiem Dresdner Kreuzchor, a później w Lipsku, gdzie uzyskał dyplom w 1949 roku. Studiował u Günthera Ramina, Karla Straube i Rudolfa Mauersbergera.
W tym samym roku objął stanowisko organisty w kościele św. Tomasza w Lipsku, w którym dwieście lat wcześniej funkcję kantora pełnił Johann Sebastian Bach. W 1951 roku przeniósł się do Monachium, gdzie był nauczycielem w Staatliche Hochschule für Musik oraz kantorem i organistą w monachijskim kościele św. Marka. Od roku 1954 kierował zespołem Münchener Bach Chor, który pod jego kierownictwem stał się znany  dzięki unikalnym interpretacjom dzieł chóralnych oraz ponadczasowym wykonaniom repertuaru J.S. Bacha. W latach sześćdziesiątych i siedemdziesiątych dokonał wielu nagrań płytowych, grywał też koncerty w wielu krajach, m.in. w Japonii, Stanach Zjednoczonych i Związku Radzieckim.

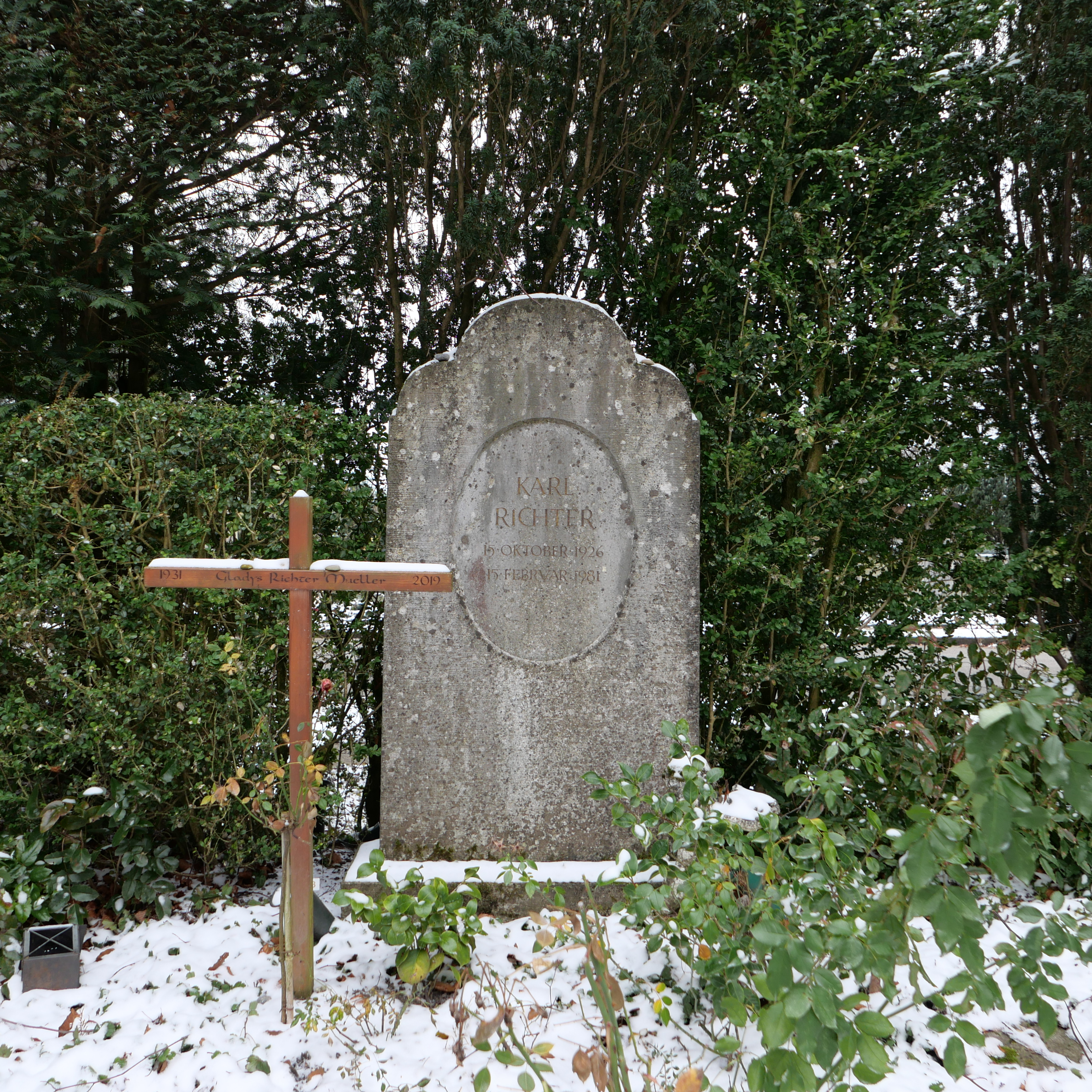
Grób w styczniu 2024 r.

W trakcie swojej działalności artystycznej Richter wykonywał szeroki repertuar muzyczny, jednak szczególną wartość mają dokonania na polu muzyki Bacha, np. wykonania pod jego kierunkiem Pasji według św. Jana i Pasji według św. Mateusza czy Koncertów brandenburskich. Interpretacje te weszły do XX-wiecznego kanonu. Pamiętany jest zarówno jako dyrygent, jak i organista oraz klawesynista.
W 1952 roku poślubił Gladys Müller (1931-2019), z którą miał dwoje dzieci: Tobiasza i Szymona.
Zmarł na zawał serca w wieku 54 lat. Został pochowany na cmentarzu Enzenbühl w Zurychu. Jego żona Gladys została pochowana w tym samym grobie.